# The Markswoman
Pour plus de détails, voir Fiche technique et Distribution.
The Markswoman (littéralement : La Tireuse d'élite) est un film muet américain réalisé par Burton L. King, sorti en 1915.

## Fiche technique
- Titre : The Markswoman
- Réalisation : Burton L. King
- Scénario : Edward Sloman
- Producteur :
- Société de production : Universal Film Manufacturing Company
- Société de distribution : Universal Film Manufacturing Company
- Pays d'origine :  États-Unis
- Langue : Anglais
- Métrage : 300 m
- Format : Noir et blanc — 35 mm — 1,33:1 — Muet
- Genre : Western
- Durée : 10 minutes
- Dates de sortie : 
  -  États-Unis : 4 novembre 1915

## Distribution
- Adele Lane : Mary Hall
- Seymour Zeliff : M. Hall, le père de Mary
- Jack Wilson : Billie Hall, le frère de Mary
- Edward Sloman : Jules de Boise, amoureux de Mary, qui le méprise